# 斯普林希爾鎮區 (北卡羅萊納州蘇格蘭縣)
斯普林希爾鎮區（英語：Spring Hill Township）是位於美國北卡羅萊納州蘇格蘭縣的一個鎮區。

## 地方資料
斯普林希爾鎮區的面積為232.32平方千米，皆為陸地。根據2020年美國人口普查的數據，當地共有人口3896人，而人口密度為每平方千米16.77人。